# Г'юз (округ, Південна Дакота)
Шаблон:StateAbbr_ 44°23′ пн. ш. 99°59′ зх. д. / 44.39° пн. ш. 99.99° зх. д.
Округ  Г'юз (англ. Hughes County) — округ (графство) у штаті  Південна Дакота, США. Ідентифікатор округу 46065.

## Історія
Округ утворений 1880 року.

## Демографія
За даними перепису 2000 року загальне населення округу становило 16481 осіб, зокрема міського населення було 12235, а сільського — 4246. Серед мешканців округу чоловіків було 7923, а жінок — 8558. В окрузі було 6512 домогосподарства, 4310 родин, які мешкали в 7055 будинках. Середній розмір родини становив 3.
Віковий розподіл населення поданий у таблиці:
| Стать    | До 15 років | 15-21 | 22-29 | 30-39 | 40-49 | 50-65 | 65-85 | Понад 85 |
| -------- | ----------- | ----- | ----- | ----- | ----- | ----- | ----- | -------- |
| Чоловіки | 1913        | 737   | 623   | 1126  | 1333  | 1307  | 788   | 96       |
| Жінки    | 1824        | 719   | 730   | 1252  | 1396  | 1269  | 1076  | 292      |

## Суміжні округи
- Саллі — північ
- Гайд — схід
- Лайман — південь
- Стенлі — захід

## Виноски
1. ↑  US Decennial Census. US Census Bureau. Архів оригіналу за 26 квітня 2015. Процитовано 26 березня 2015.
2. ↑  Historical Census Browser. University of Virginia Library. Архів оригіналу за 11 серпня 2012. Процитовано 26 березня 2015.
3. ↑  Forstall, Richard L., ред. (27 березня 1995). Population of Counties by Decennial Census: 1900 to 1990. US Census Bureau. Архів оригіналу за 28 грудня 2008. Процитовано 26 березня 2015.
4. ↑  Census 2000 PHC-T-4. Ranking Tables for Counties: 1990 and 2000 (PDF). US Census Bureau. 2 квітня 2001. Архів оригіналу (PDF) за 18 грудня 2014. Процитовано 26 березня 2015.
5. ↑  State & County QuickFacts. Бюро перепису населення США. Архів оригіналу за 7 червня 2011. Процитовано 25 листопада 2013.(англ.) Наведено за англійською вікіпедією.
6. ↑  American FactFinder. Бюро перепису населення США. Архів оригіналу за 21 травня 2008. Процитовано 31 січня 2008.

| США | Це незавершена стаття з географії США. Ви можете допомогти проєкту, виправивши або дописавши її. |